# Sonată

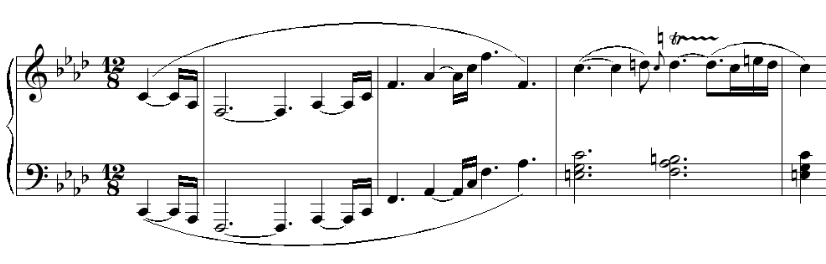
Sonata pentru pian Nr. 23 în fa minor "Appassionata" de Ludwig van Beethoven: Introducere

Sonata (din latină: sonare) reprezintă o compoziție muzicală executată la un instrument sau la un grup restrâns de instrumente (da sonare), în opoziție cu "cantata" (din latină: cantare), care indică o bucată muzicală interpretată de vocea omenească (da cantare). Sonata nu trebuie confundată cu "forma de sonată", care se referă la o modalitate particulară de organizare a materialului muzical în interiorul unei părți componente (de obicei, dar nu totdeauna, prima mișcare) a unei sonate, unei simfonii, unui concert, unui cvartet sau altei compoziții de muzică de cameră.
Sensul termenului de sonată a evoluat în cursul istoriei muzicii europene, desemnând o diversitate de forme muzicale ce au precedat era clasică. În perioada barocă, termenul de sonată se aplica la o varietate de opere, cuprinzând chiar și solo-uri pentru instrumente de percuție sau pentru mici ansambluri instrumentale. Odată cu trecerea la perioada clasică, sonata suferă o serie de modificări structurale, aplicate la diverse tipuri de mici opere instrumentale cu utilizare în muzica de cameră, fie sub forma instrumentelor soliste, fie cu acompaniament de pian. O dată cu începutul secolului al XIX-lea, termenul se referă la o formă muzicală de largă difuziune, propagată de marii compozitori, în special ai școlii vieneze, căpătând semnificația actuală din muzicologie.

## Istoric
Primele lucrari muzicale cu denumirea de "sonată" aparțin compozitorilor italieni Marco Fabrizio Caroso (1581) și Giovanni Gabrieli (1597, 1615), odată cu dezvoltarea impetuoasă a muzicii instrumentale în secolul al XVI-lea și începutul secolului al XVII-lea. Structura proprie a sonatei comporta mai multe părți clar delimitate, prezentând tempo-uri, mișcări și caractere contrastante: de exemplu, un dans putea să fie urmat de o melodie lentă cu acompaniament, după care urma o mișcare rapidă. Cu toate acestea, compozițiile de acest tip erau mai adesea denumite "ricercare" sau "canzona" decât sonate. Începând cu anii 1630, numărul părților componente diminuă la trei sau patru, fiecare într-o alcătuire distinctă. Structura lor formală devine mai complexă, cu tendința stabilirii unei corespondențe între ritm, armonie și melodie. Încep să se deosebească "Solo sonate" (pentru un singur instrument, de obicei vioară) și "Triosonate" (două instrumente soliste și un basso continuo).

### Sonata barocă
În special datorită compozițiilor lui Arcangelo Corelli (1653-1713), în această perioadă se delimitează două tipuri polifonice de sonată: "sonata da chiesa" (bisericească) și "sonata da camera" (de cameră, laică). "Sonata da chiesa", piesă gravă, constituită din patru mișcări sub forma "lentă-rapidă-lentă-rapidă", relua complexitatea contrapunctică a vechilor "ricercare" sau "canzona". Acest model a rămas valabil pentru mulți compozitori, ca Antonio Caldara, Antonio Vivaldi, Giuseppe Martini, Francesco Geminiani, Henry Purcell, François Couperin, Jean-Marie Leclair, Georg Philipp Telemann, până la începuturile secolului al XVIII-lea. 
"Sonata da camera", compusă de obicei sub formă de trio pentru două instrumente melodice (mai ales viori) acompaniate basso continuo, instrument armonic, executând o melodie fundamentală cu tonalitate joasă. "Sonata da camera" cuprindea o introducere lentă, un allegro în formă de fugă, o mișcare lentă cantabilă și un final rapid, care sugera afinitatea cu părțile dansante din suite și era compusă aproape în întregime din elemente scurte, derivate din piese de dans. 
Maestrul sonatei în formă de trio ("Triosonate") în secolul al XVII-lea a fost incontestabil compozitorul și violonistul italian Arcangelo Corelli, care a compus în egală măsură sonate pentru mici formații instrumentale și pentru instrumente soliste. Alți compozitori importanți de sonate "da camera" în secolul al XVII-lea au fost Maurizio Cazzati, Giovanni Legrenzi, Giuseppe Torelli. În aceeași direcție se încadrează compozițiile lui Johann Sebastian Bach (sonate și partite pentru vioară solo sau pentru violoncel, sonate pentru "viola da gamba", sonate pentru orgă) sau Johann Kuhnau (sonate pentru pian). În epoca respectivă s-au compus și sonate pentru un instrument melodic sau continu, cum sunt sonatele pentru vioară ale compozitorului austriac Heinrich von Biber. 
Termenul de sonată a fost atribuit de Domenico Scarlatti la peste 500 de opere pentru "clavicembalo", piese formate dintr-o singură mișcare, cuprinzând două părți cu același material tematic, piese de mare virtuozitate, executate și admirate și astăzi pentru varietatea lor inventivă. Sonatele lui Domenico Paradisi sunt opere melodice de acest tip, cuprinzând o a doua mișcare, scurtă și grațioasă. Acest stil este prezent și în lucrarile altor compozitori, prima mișcare având un caracter uniform și rapid, ca în cele mai reușite creații ale lui Muzio Clementi.

### Sonata în perioada clasică
Perioada clasică a fost decisivă pentru dezvoltarea acestei forme muzicale, transformând-o dintr-un simplu termen muzical într-o formă fundamentală de organizare a unor compoziții de mare anvergură. În epoca de tranziție către perioada clasică multe denumiri diverse se refereau la opere cu una sau mai multe mișcări, de exemplu "divertimento", "serenata", "partita", regrupate sub termenul general de "sonată". În 1771, Joseph Haydn folosește pentru prima dată denumirea de "sonată" pentru compoziția care va fi catalogată mai târziu ca "Sonata nr. 1 pentru pian".
La început, structura cea mai obișnuită a unei sonate era:
- o primă parte, de obicei vioaie (de ex.: Allegro), în care era elaborată tema principală.
- o mișcare centrală, de cele mai multe ori lentă, andante sau largo, mult mai rar o mișcare de dans, de ex.: un menuet. Această parte centrală putea lua forma unei "teme cu variațiuni".
- o mișcare finală, în prima perioadă sub formă de menuet, ca în primele trei sonate pentru pian de Haydn, mai târziu o mișcare rapidă, un allegro sau chiar un presto, mai rar un rondo finale.

În primii ani ai perioadei clasice, au fost compuse și sonate în două părți, cu o mișcare dansantă inserată înainte de partea lentă, ca în sonatele pentru pian nr. 6 și 7 ale lui Joseph Haydn. Sonatele lui Wolfgang Amadeus Mozart au fost compuse în marea majoritate în trei părți, în timp ce alți compozitori, ca Luigi Boccherini, au realizat sonate pentru pian și un alt instrument obligat cu o a treia parte facultativă (în cazul lui Boccherini, în cele 28 de sonate pentru violoncel și pian). Totuși, cu timpul, tot mai multe opere instrumentale sunt realizate în patru părți, procedeu folosit la început în cvartetele de coarde și în simfonii, preluat apoi de Ludwig van Beethoven în primele lui sonate. Sonate în două sau trei părți au continuat să fie compuse în tot timpul epocei clasice: Sonata pentru pian op. 102 în do major de Beethoven e compusă din două parți, iar alta în re major, de același compozitor, în trei mișcări.
Structura în patru părți devine un procedeu standard pentru cvartetele de coarde și în mod definitiv pentru simfoniile perioadei clasice, după formula următoare:
- un allegro, organizat în "formă de sonată": introducere, expoziție, dezvoltare, repriză.
- o mișcare lentă, andante, adagio sau largo.
- o mișcare dansantă, un menuet, mai târziu un scherzo.
- un final rapid, allegro sau presto.

Această structură în patru părți a devenit un procedeu standard și pentru sonate, operele cu structuri diverse fiind considerate excepții, mișcările absente etichetate ca "omessi". Sonatele lui Beethoven, 32 pentru pian, în afara celor pentru vioară sau violoncel cu acompaniament de pian, reprezintă culmea acestui gen pentru perioada clasică.

#### Caracteristici ale sonatelor luiLudwig van Beethoven
- Numărul mișcărilor componente nu este fix.
- De obicei partea întâi începe cu o introducere lentă șo încheie cu o codă (codă= secțiune finală a unei compoziții muzicale).
- Dezvoltarea devine momentul principal al acțiunii dramatice și locul de desfășurare al conflictului, prin: 
  - fragmentarea temelor în motive,
  - amplasarea temelor
  - suprapunerea temelor, modulații și așa mai departe.
- Partea a doua (lentă), este un lied sau uneori tema cu variații.
- Menuetul sau schezo precede sau urmează partea a II-a.

### Sonata în era romantică
La începutul secolului al XIX-lea s-au înființat primele conservatoare de muzică unde s-a codificat experiența epocii clasice. În acest context se stabilesc criterii stricte pentru folosirea atât a termenului de sonată în sensul unei compoziții muzicale destinată sălii de concert, cât și a formei de sonată, ca modalitate de organizare a materialului muzical în interiorul unei mișcări. 
Printre numeroasele opere de acest gen compuse în perioada romantică sunt de menționat sonatele lui Frédéric Chopin și Felix Mendelssohn Bartholdy, cele trei sonate pentru pian de Robert Schumann, iar mai târziu sonatele lui Johannes Brahms și Serghei Rahmaninov, în care predomina armonia tonală. Alți compozitori, ca Franz Liszt, se îndepărtează practic în totalitate de forma tradițională, Sonata lui în si minor, o lungă compoziție într-o singură parte, amintește mai degrabă poemul simfonic. În Franța, Hector Berlioz, Camille Saint-Saëns și Gabriel Fauré au compus în genul denumit "sonată ciclică" sau "sonată tematică".
Importanța sonatei în semnificația sa clasică a reprezentat tema disputei dintre "wagnerieni" și "brahmsiani". Pentru aderenții săi, Brahms era considerat modelul de urmat în forma clasică, în timp ce Wagner și Liszt au suprimat granițele dintre genurile clasice, considerate arbitrare.

### Evoluția modernă
Compozitorii din secolul al XX-lea au urmat căi diverse în creațiile lor. Unii, ca americanul Samuel Barber, au scris opere de mare virtuositate în tradiția secolului al XIX-lea, în timp ce alții, ca Igor Stravinski, Paul Hindemith, George Enescu, Eugène Ysaÿe, revin la principiile clasice de sobrietate și claritate formală. În fine, Claude Debussy, Alexander Scriabin, Alban Berg, Béla Bartók și, mai ales, compozitorul american Charles Ives utilizează termenul de "sonată" într-o manieră mult mai liberă, dându-i în creațiile lor structuri și caractere cu totul originale. În felul acesta, prin compozițiile lor și, mai târziu, ale lui Pierre Boulez sau Elliot Carter, semnificația termenului revine treptat la definiția sa inițială de "piesă instrumentală", fără caracteristici precise.

## Sonate celebre (selecție)

### Perioada clasică (ca. 1760 - ca. 1830)
- Wolfgang Amadeus Mozart

- Sonata pentru pian în si bemol major (KV 281), în mod neobișnuit cu un adagio ca primă mișcare.
- Sonata pentru pian în la minor (KV 310)
- Sonata pentru pian în la major (KV 331/300i), cu renumitul final "Rondo alla Turca".
- Sonata pentru pian în si bemol major (KV 333/315c)
- Sonata pentru pian în do major (KV 545)
- Sonata pentru pian în si bemol major (KV 570), considerată ca cea mai bună sonată pentru pian a lui Mozart.
- Sonata pentru vioară și pian în la (KV 526)

- Ludwig van Beethoven

- Sonata pentru pian nr. 8 op. 13 "Patetica"
- Sonata pentru pian nr. 14 op. 27 quasi una fantasia ("Clar de lună")
- Sonata pentru pian nr. 15 op. 28 "Pastorala"
- Sonata pentru pian nr. 17 op. 31 "Furtuna"
- Sonata pentru pian nr. 21 op. 53 "Waldstein"
- Sonata pentru pian nr. 23 op. 57 "Appassionata"
- Sonata pentru pian nr. 26 op. 81 "Les adieux"
- Sonata pentru pian nr. 29 op. 106 "Hammerklavier"
- Sonata pentru pian nr. 32 op. 111

- Sonata pentru vioară și pian nr. 5 op. 24 "Primăvara"
- Sonata pentru vioară și pian nr. 9 op. 27 "Kreutzer"

- Sonata pentru violoncel și pian nr. 3 în la major op. 69

### Perioada romantică (ca. 1830 - ca. 1900)
- Franz Schubert

- Sonatele pentru pian în do minor (DV 958), în la major (DV 959) și în si bemol major (DV 960)

- Robert Schumann

- Sonatele pentru pian în fa minor (op. 14) și în sol minor (op. 22)
- Sonatele pentru vioară și pian în la minor (op. 105) și în re minor (op. 121)

- Frédéric Chopin

- Sonata nr. 2 în si bemol minor "Marcia funebre"
- Sonata nr. 3 în si minor

- Felix Mendelssohn Bartholdy

- Sonatele pentru pian în sol minor (op. 105) și în si makor (op. 106)

- Franz Liszt

- Sonata după o lectură din Dante ("Fantasia Quasi Sonata")
- Sonata în si minor

- Johannes Brahms

- Sonata pentru vioară și pian nr. 1 în sol major (op. 78) "Regensonate"
- Sonatele pentru violoncel și pian nr. 1 în mi minor (op. 38) și nr. 2 în fa major (op. 99)

- Serghei Rahmaninov

- Sonatele pentru pian nr. 1 în re minor și nr. 2 în si minor

- César Franck

- Sonata pentru vioară și pian în la major

- Edvard Grieg

- Sonata pentru pian în mi minor op. 7
- Sonata pentru vioară și pian în do minor op. 45
- Sonata pentru violoncel și pian în la minor op. 36

### Secolul al XX-lea - perioada contemporană (ca. 1910 - 2000)
- Alban Berg

- Sonata pentru pian op. 1

- Claude Debussy

- Sonata pentru vioară și pian în sol minor
- Sonata pentru violoncel și pian
- Sonata pentru flaut, violă și harpă

- Alexander Scriabin

- Sonata pentru pian nr. 5 op. 53
- Sonata pentru pian nr. 7 "White Mass"
- Sonata pentru pian nr. 9 "Black Mass"

- Dmitri Șostakovici

- Sonata pentru violoncel și pian op. 40

- Igor Stravinski

- Sonata pentru pian în fa diez minor
- Sonata pentru două piane

- Charles Ives

- Sonata pentru pian nr. 2 "Concord"

- Leoš Janàček

- Sonata pentru pian "1.X.1905"

- Eugène Ysaÿe

- 6 sonate pentru vioară solo op. 27, dedicate unor violoniști virtuoși celebri și compuse în stilul caracteristic fiecăruia:

1-a sonată: Joseph Szigeti
2-a sonată: Jacques Thibaud
3-a sonată: George Enescu
4-a sonată: Fritz Kreisler
5-a sonată: Mathieu Crickboom
6-a sonată: Manuel Quiroga
- Francis Poulenc

- Sonata pentru flaut

- Béla Bartók

- Sonata pentru pian
- Sonata pentru două piane și percuție
- Sonata pentru vioară și pian

- Samuel Barber

- Sonata pentru violoncel și pian op. 6
- Sonata pentru pian op. 26

- Nicolae Brânzeu

- Sonată pentru clarinet și pian - 1961
- Sonată pentru vioară și pian - 1963
- Sonată pentru pian - 1965
- Sonată pentru vioară solo - 1966
- Sonată pentru violoncel și pian - 1970

- Paul Hindemith

- Sonatele pentru pian nr. 2 și nr. 3
- Sonata pentru trombon
- Sonata pentru corn
- Sonata pentru flaut

- George Enescu

- Sonata pentru vioară și pian nr. 2 în fa minor op. 6
- Sonata pentru vioară și pian nr. 3 în la minor op. 25 "În stil popular românesc"
- Sonata pentru violoncel și pian nr. 2 în do major op. 26

- Serghei Prokofiev

- Sonatele pentru pian nr. 3 în la minor op. 28, nr. 6 în la major op. 82, nr. 7 în si major op. 83 și nr. 8 în si major op. 84
- Sonata pentru vioară solo în re major op. 115
- Sonata pentru violoncel și pian în do major op. 119
- Sonata pentru două viori în do major op. 56

- Pierre Boulez

- Sonatele pentru piaan nr. 1, nr. 2, nr. 3

- Elliot Carter

- Sonata pentru pian
- Sonata pentru violoncel și pian

## Ilustrații audio
- Wolfgang Amadeus Mozart

- "Rondo alla Turca" din Sonata nr. 11 pentru pian în la major (KV 331)

| (audio)                                               | \| Rondo Alla Turca (info) \| \| Midi File:http://www.marypages.com/RondoallaTurca.mid \| \| Probleme în audiția fișierelor? Vezi ajutor media. \| |
| Rondo Alla Turca (info)                               | |
| Midi File:http://www.marypages.com/RondoallaTurca.mid | |
| Probleme în audiția fișierelor? Vezi ajutor media.    | |

- Ludwig van Beethoven

- Sonata nr. 14 pentru pian în do diez minor "quasi una fantasia" ("Clar de lună") - Prima mișcare: Adagio sostenuto

1.Satzⓘ
- Sonata nr. 23 în fa minor "Appassionata" - Prima mișcare: Allegro assai

| (audio)                                                           | \| [[Media:\\|Piano Sonata No. 23, 1st movement]] ([[:Image:\\|info]]) \| \| \| \| Probleme în audiția fișierelor? Vezi ajutor media. \| |
| [[Media:\|Piano Sonata No. 23, 1st movement]] ([[:Image:\|info]]) | |
|                                                                   | |
| Probleme în audiția fișierelor? Vezi ajutor media.                | |